# NH Hotel Group
NH Hotel Group (BME: NHH) es una multinacional hotelera española fundada en 1978, tiene su sede principal en Madrid. El grupo se comercializa con las marcas NH Hotels, Anantara, Avani, Tivoli, NH Collection y nhow. Los hoteles NH ("Navarra Hoteles") están localizados principalmente en Europa, donde ocupa el tercer puesto entre las cadenas hoteleras de negocios, y América Latina, operando cerca de 400 establecimientos con casi 60.000 habitaciones en 30 países de Europa, América, Asia y África. Cotiza en la Bolsa de Madrid.
En enero de 2017, Ramón Aragonés Marín fue nombrado consejero delegado de la compañía , cargo que ostenta actualmente. En junio de 2016, Alfredo Fernández Agras fue nombrado presidente del consejo, vicepresidente de la comisión delegada, así como copresidente de la compañía junto con José Antonio Castro, presidente de la comisión delegada y vicepresidente del consejo de administración.
Desde 2018, NH Hotel Group forma parte de Minor Hotels. Minor Hotels gestiona en total, contando con el portfolio de NH Hotel Group, más de 530 hoteles y resorts en los cinco continentes, siendo así la decimotercera cadena hotelera más grande del mundo. El grupo tuvo unos ingresos de aproximadamente 4.6 billones de dólares en 2019. Actualmente, el grupo tiene 80 nuevos hoteles previstos para abrirse entre el 2020 y el 2024. Minor abarca un total de 8 marcas de hoteles, que van desde el segmento lujo al up-scale. La marca flagship de lujo de la compañía es Anantara Hotels, Resorts & Spas, conocida por sus elevados estándares y sus localizaciones privilegiadas. Asimismo, las 8 marcas propias que gestiona el grupo son, Anantara, Avani, NH Collection, NH Hotels, nhow, Tivoli, Elewana y Oaks. También ofrece otros servicios de turismo como jets privados (M Jets), spas, centros comerciales, complejos residenciales y cruceros.  
Minor Hotels forma parte del conglomerado Minor International (MINT), que cotiza en la bolsa de Bangkok, y es una de las mayores empresas de hostelería y ocio de la región de Asia Pacífico. Minor International también es conocida por sus marcas de restauración y de estilo de vida, y su filial, Minor Food Group, es una de las empresas de restauración más grandes de Asia, con más de 2100 puntos de venta en 20 países. Destacan la cadenas de restauración de lujo como Corbin & King, y otras como The Coffee Club, Thai Express, Benihana, Seen Restaurants, The Pizza Company y M Beach Club.

## Acontecimientos históricos notables
- Fundada en 1978, abre su primer establecimiento, el hotel Ciudad de Pamplona, en Navarra. Su nombre son las iniciales de Navarra Hoteles.
- En 1982 abre el primer establecimiento fuera de la provincia de Navarra, el NH Calderón de Barcelona.
- En 1988, la Corporación Financiera Reunida, S.A (COFIR) entra como accionista de referencia.
- En 1995, da inicio al “Premio Mario Vargas Llosa NH de Relatos”.
- En 1996 sale del accionariado el Grupo De Benedetti y COFIR adquiere el 100% del capital de NH.
- En 1997 pasa a cotizar en la Bolsa de Madrid con el nombre de NH Hoteles.
- En 1998 la Compañía lanza NH Stock Art, exposiciones itinerantes en las zonas comunes de los hoteles destinadas a apoyar las obras de jóvenes pintores. Durante este año también lanza su primer sitio web www.nh-hoteles.com, que empieza a comercializar los servicios del Grupo a través de internet. Otro evento importante de este año es su expansión a América Latina.
- En 1999 empieza su expansión en Europa con la adquisición de una parte de la cadena hotelera italiana Jolly Hotels (19,1%). Durante este año ingresa por primera vez en el índice IBEX 35. También adquiere el 91,5% de Sotogrande, una de las urbanizaciones más lujosas del sur de España.
- En el año 2000 dobla su tamaño al adquirir la cadena hotelera holandesa Krasnapolsky, para esta fecha ya posee 168 hoteles en 15 países y se convierte en la tercera cadena hotelera de negocios de Europa.
- En 2001 adquiere la cadena hotelera mexicana Chartwell, y ese mismo año decide unificar todos sus hoteles bajo una sola marca, NH Hotels.
- En 2002 adquiere la cadena hotelera alemana Astron Hotels.
- En 2004 entra por primera vez en Italia, Rumanía, Reino Unido y Francia. En Milán se abre el primer establecimiento de la marca nhow.
- En 2009 se integra con la también cadena hotelera española Hesperia.
- En 2015, cierra la adquisición y compra del Grupo Hotelero Royal (Hoteles Royal) en Colombia.
- En 2018, tras una OPA de Minor International, la cadena Hoteles Hesperia sale del grupo NH.
- En 2023, NH debuta en Australia con su primer hotel en Sídney.[4]

## Administración
NH Hotel Group cuenta con un Consejo de Administración, máximo órgano de administración y representación de la Compañía, una Comisión Delegada, con capacidad decisoria de ámbito general conforme a las leyes vigentes y normativa interna de la compañía, así como con una Comisión de Auditoría y Control y una Comisión de Nombramientos, Retribuciones y Gobierno Corporativo.

### Consejo de administración
| Cargo              | Nombre                                |
| ------------------ | ------------------------------------- |
| Presidente         | Alfredo Fernández Agras               |
| Consejero Delegado | Ramón Aragonés Marín                  |
| Vocal              | William Ellwood Heinecke              |
| Vocal              | Dillip Rajakarier                     |
| Vocal              | Stephen Andrew Chojnacki              |
| Vocal              | Carme doménech                        |
| Vocal              | Fernando Lacadena Azpeitia            |
| Vocal              | José María Cantero de Montes-Jovellar |
| Vocal              | Beatriz Puente Ferreras               |
| Secretario         | Carlos Ulecia Palacios                |

### Comisión Delegada
| Cargo          | Nombre                 |
| -------------- | ---------------------- |
| Vocal          | Ramón Aragonés Marín   |
| Vocal          | Paul Daniel Johnson    |
| Vocal          | Dillip Rajakarier      |
| Secretario     | Pedro Ferreras Díez    |
| Vicesecretario | Carlos Ulecia Palacios |

### Comisión de Auditoría y Control
| Cargo      | Nombre                                |
| ---------- | ------------------------------------- |
| Presidente | Fernando Lacadena Azpeitia            |
| Vocal      | José María Cantero de Montes-Jovellar |
| Vocal      | Stephen Andrew Chojnacki              |
| Secretario | Carlos Ulecia Palacios                |

### Comisión de Nombramientos, Retribuciones y Gobierno Corporativo
| Cargo      | Nombre                                |
| ---------- | ------------------------------------- |
| Presidente | José María Cantero de Montes-Jovellar |
| Vocal      | Stephen Andrew Chojnacki              |
| Vocal      | Alfredo Fernández Agras               |
| Secretario | Carlos Ulecia Palacios                |